# Захист від дурня (фільм)
«Захист від дурня» (англ. Foolproof) — канадська кримінальна комедія 2003 року режисера Вільяма Філліпса за власним сценарієм про пограбування банку.

## Короткий сюжет
Кевін, Сем та Роб створили власну гру — "Захист від дурня". Вони займаються розробкою технічних планів і теоретичним виконанням надскладних пограбувань. У реальності ж вони не здійснили жодного пограбування. Але одного разу їхній план потрапив до рук злочинця Лео Джиллетта, який скористався ним і, шантажуючи друзів, змушує їх розробити та реалізувати план з крадіжки облігацій на 20 мільйонів доларів. Та ситуація обертається проти нього. Друзі змогли знов розробити та реалізувати ідеальний план, знищивши докази Лео проти них і підкинувши докази проти Лео в останній крадіжці зі зломом.

## В ролях
| Актор           | Роль           |
| --------------- | -------------- |
| Раян Рейнольдс  | Кевін          |
| Крістін Бут     | Сем            |
| Джоріс Джарськи | Роб            |
| Девід Суше      | Лео Джиллетт   |
| Девід Г'юлетт   | Ловренс        |
| Джеймс Оллоді   | детектив Месон |

## Критика
Фільм отримав на Rotten Tomatoes оцінку 63 % від більш ніж 5000 глядачів. Критики цей фільм обійшли увагою.